# هواپیمایی پادشاهی مراکش

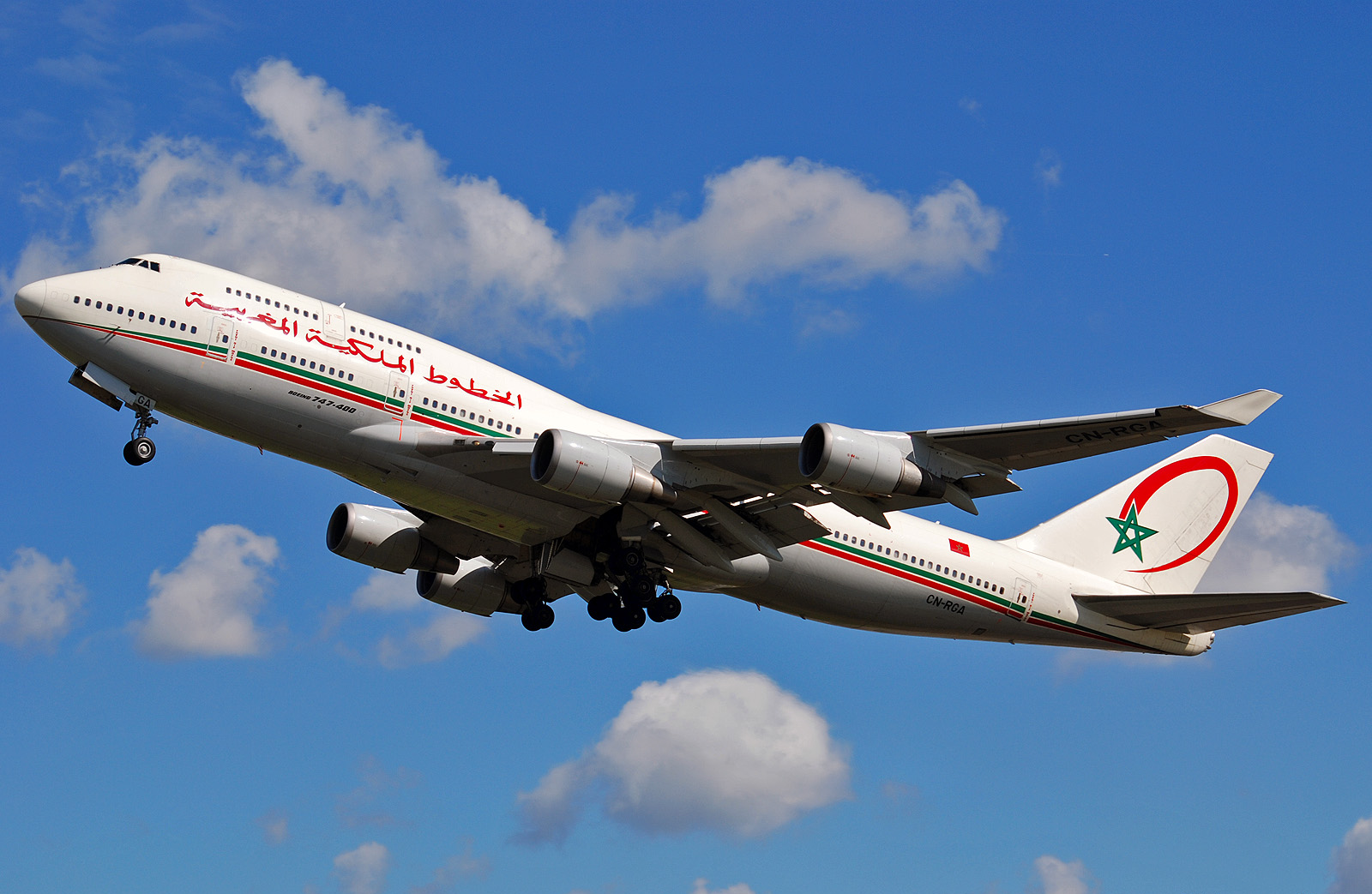
هواپیمای بوئینگ ۷۴۷ متعلق به هواپیمایی پادشاهی مراکش

هواپیمایی پادشاهی مراکش (به عربی: الخطوط الملكية المغربية) شرکت هواپیمایی حامل پرچم مراکش است، که در سال ۱۹۵۷ تأسیس شد و در حال حاضر روزانه به ۹۰ مقصد، در آسیا، آمریکای جنوبی، آفریقا، اروپا و آمریکای شمالی پروازهای مستقیم دارد.
دفتر مرکزی شرکت هواپیمایی پادشاهی مراکش در فرودگاه کسابلانک-انفا، در شهر کازابلانکا، مراکش قرار دارد و فرودگاه بین‌المللی محمد پنجم، فرودگاه مراکش-منارا، فرودگاه ابن بطوطه طنجه و فرودگاه اورلی، قطب‌های این شرکت هواپیمایی به‌شمار می‌آیند. شرکت هواپیمایی مراکش در حال حاضر در ناوگان هوایی خود، دارای ۴۳ فروند هواپیمای جت مسافربری می‌باشد.

## ناوکان فعلی

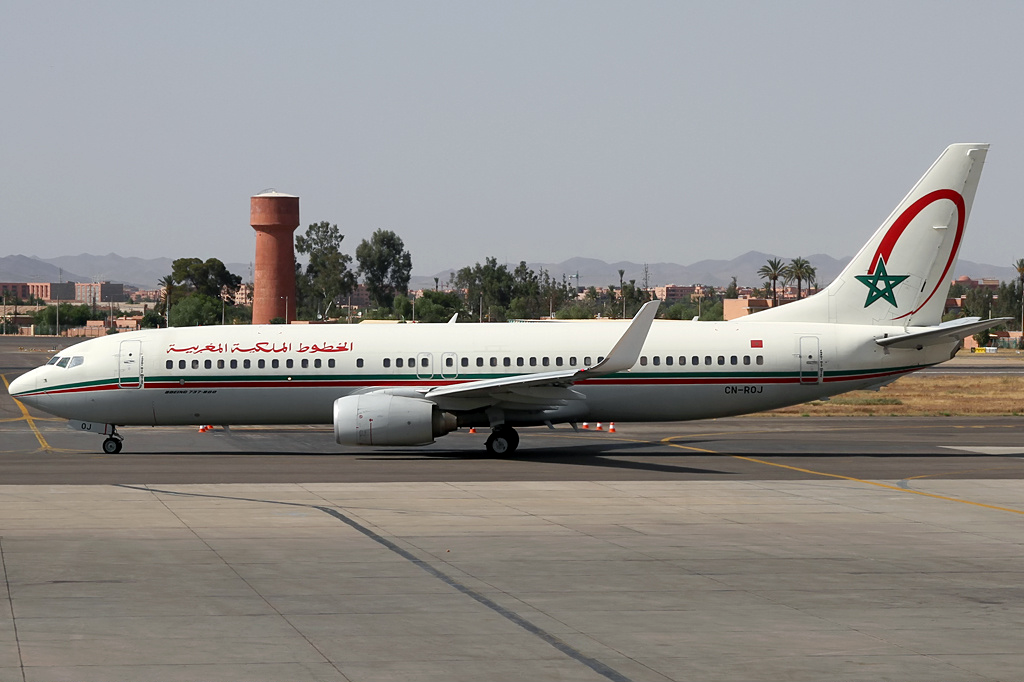
A Royal Air Maroc بوئینگ ۷۳۷ نسل بعدی at فرودگاه مراکش-منارا in 2013.

تا تاریخ مارس ۲۰۱۴ این شرکت ناوکان زیر را در خدمت دارد:
| Passenger fleet   | Passenger fleet | Passenger fleet | Passenger fleet | Passenger fleet | Passenger fleet | Passenger fleet | Passenger fleet                                      |
| هواپیما           | In Service      | Orders          | Options         | مسافران         | مسافران         | مسافران         | یادداشت                                              |
| هواپیما           | In Service      | Orders          | Options         | C               | Y               | Total           | یادداشت                                              |
| ----------------- | --------------- | --------------- | --------------- | --------------- | --------------- | --------------- | ---------------------------------------------------- |
| Boeing ۷۳۷-۷۰۰    | ۶               | —               | —               | 12              | 120             | 132             |                                                      |
| Boeing ۷۳۷-۷۰۰    | ۶               | —               | —               | —               | 138             | 138             |                                                      |
| Boeing ۷۳۷-۸۰۰    | ۳۱              | —               | —               | 12              | 159             | 171             | One aircraft operating for the government of Morocco |
| Boeing ۷۳۷-۸۰۰    | ۳۱              | —               | —               | 12              | 165             | 177             | One aircraft operating for the government of Morocco |
| Boeing ۷۳۷-۸۰۰    | ۳۱              | —               | —               | —               | 183             | 183             | One aircraft operating for the government of Morocco |
| بوئینگ ۷۴۷-۴۰۰    | 1               | —               | —               | 20              | 478             | 498             |                                                      |
| بوئینگ ۷۶۷        | ۴               | —               | —               | 12              | 224             | 236             |                                                      |
| بوئینگ ۷۶۷        | ۴               | —               | —               | 10              | 227             | 237             |                                                      |
| بوئینگ ۷۶۷        | ۴               | —               | —               | 10              | 225             | 235             |                                                      |
| بوئینگ ۷۸۷        | —               | 4               | 1               | TBA             | TBA             | TBA             | First aircraft to enter service in 2014              |
| Cargo fleet       |                 |                 |                 |                 |                 |                 |                                                      |
| بوئینگ ۷۳۷ کلاسیک | 1               | —               | —               | —               | —               | —               |                                                      |
| مجموع             | ۴۳              | ۴               | ۱               |                 |                 |                 |                                                      |